# Liga Futsal de 2012
A Liga Futsal de 2012 é a 17.ª edição do principal torneio de futebol de salão do Brasil, à época organizado pela Confederação Brasileira de Futsal (CBFS). Nos dias atuais, corresponde oficialmente à Liga Nacional de Futsal.

## Regulamento
O regulamento usado é:

### Primeira fase (classificatória)
Os 20 clubes jogarão entre si em turno único em chave única, classificando para a 2ª fase (eliminatória) os 16 melhores;

#### Critérios de Desempate
Caso duas ou mais equipes terminarem empatadas na soma de pontos ganhos, os critérios de desempate a serem aplicados serão:
1. Maior número de vitórias na fase;
2. Maior saldo de gols na fase;
3. Maior número de gols assinalados na fase;
4. Menor número de gols sofridos na fase;
5. Menor número de cartões vermelhos recebidos na fase;
6. Menor número de cartões amarelos recebidos na fase;
7. Sorteio.

### Segunda fase (eliminatória)
As equipes se dividem em 4 grupos de quatro times, que jogarão entre si em rodízio duplo (ida e volta). O critério para formação dos grupos é:
- Grupo A: 1º, 8º, 12º e 16º colocado;
- Grupo B: 2º, 7º, 11º e 15º colocado;
- Grupo C: 3º, 6º, 10º e 14º colocado;
- Grupo D: 4º, 5º, 9º e 13º colocado.

Ao final da fase, estarão classificadas à terceira fase (quartas de final) as duas primeiras colocadas dos grupos A, B, C e D.

#### Critérios de Desempate
Caso duas ou mais equipes terminarem empatadas na soma de pontos ganhos, os critérios de desempate a serem aplicados serão:
1. Confronto direto da fase;
2. Maior número de vitórias na fase;
3. Maior saldo de gols na fase;
4. Maior número de gols assinalados na fase;
5. Menor número de gols sofridos na fase;
6. Colocação na primeira fase (classificatória).

Caso três ou mais equipes terminarem empatadas, o critério "confronto direto da fase" não será utilizado.

### Terceira fase (quartas de final)
As equipes se dividem em 4 grupos de dois times, que jogarão em jogos de ida e volta, seguindo o seguinte critério:
- Grupo E:

1º jogo: 2º colocado do grupo D vs 1º colocado do grupo A;
2º jogo: 1º colocado do grupo A vs 2º colocado do grupo D.
- Grupo F:

1º jogo: 2º colocado do grupo C vs 1º colocado do grupo B;
2º jogo: 1º colocado do grupo B vs 2º colocado do grupo C.
- Grupo G:

1º jogo: 2º colocado do grupo B vs 1º colocado do grupo C;
2º jogo: 1º colocado do grupo C vs 2º colocado do grupo B.
- Grupo H:

1º jogo: 2º colocado do grupo A vs 1º colocado do grupo D;
2º jogo: 1º colocado do grupo D vs 2º colocado do grupo A.
Ao final da fase, estarão classificadas à quarta fase (semifinais) as equipes que terminaram com duas vitórias ou uma vitória e um empate. No caso de dois empates ou vitórias alternadas, haverá uma prorrogação de 10 minutos no 2º jogo. Se persistir o empate na prorrogação estará classificada a equipe com a melhor campanha na primeira fase (classificatória).

### Quarta fase (semifinais)
As equipes se dividem em 2 grupos de dois times, que jogarão em jogos de ida e volta, seguindo o seguinte critério:
- Grupo I:

1º jogo: 4º colocado no Índice Técnico vs 1º colocado no Índice Técnico;
2º jogo: 1º colocado no Índice Técnico vs 4º colocado no Índice Técnico.
- Grupo J:

1º jogo: 3º colocado no Índice Técnico vs 2º colocado no Índice Técnico;
2º jogo: 2º colocado no Índice Técnico vs 3º colocado no Índice Técnico.
Ao final da fase, estarão classificadas à quinta fase (finais) as equipes que terminaram com duas vitórias ou uma vitória e um empate. No caso de dois empates ou vitórias alternadas, haverá uma prorrogação de 10 minutos no 2º jogo. Se persistir o empate na prorrogação estará classificada a equipe com a melhor campanha na primeira fase (classificatória).

### Quinta fase (finais)
Os dois classificados da fase anterior se enfrentarão em duas partidas, sendo que o clube que teve melhor campanha no somatório das fases anteriores terá preferência na escolha de mando de campo. Caso o empate persista, haverá uma prorrogação de 10 minutos no 2º jogo. Se persistir o empate na prorrogação será proclamada campeã a equipe com o melhor índice técnico geral.

## Participantes
| Equipe         | Parceria            | Cidade (mando)          | Estado (origem) | Em 2011          | Títulos (último) |
| -------------- | ------------------- | ----------------------- | --------------- | ---------------- | ---------------- |
| Assoeva        | (nenhuma)           | Venâncio Aires          | RS              | 19.º             | 0 (não possui)   |
| Atlântico      | (nenhuma)           | Erechim                 | RS              | 12.º             | 0 (não possui)   |
| Botafogo       | Macaé Sports        | Niterói                 | RJ              | 17.º             | 0 (não possui)   |
| Carlos Barbosa | (nenhuma)           | Carlos Barbosa          | RS              | 2.º              | 4 (2009)         |
| Concórdia      | (nenhuma)           | Concórdia               | SC              | 22.º             | 0 (não possui)   |
| Copagril       | (nenhuma)           | Marechal Cândido Rondon | PR              | 8.º              | 0 (não possui)   |
| Corinthians    | (nenhuma)           | São Paulo               | SP              | 3.º              | 0 (não possui)   |
| Florianópolis  | (nenhuma)           | Florianópolis           | SC              | 4.º              | 0 (não possui)   |
| Intelli        | (nenhuma)           | Orlândia                | SP              | 5.º              | 0 (não possui)   |
| Jaraguá        | (nenhuma)           | Jaraguá do Sul          | SC              | (não participou) | 4 (2010)         |
| Joinville      | (nenhuma)           | Joinville               | SC              | 9.º              | 0 (não possui)   |
| Maringá        | (nenhuma)           | Maringá                 | PR              | (não participou) | 0 (não possui)   |
| Minas          | (nenhuma)           | Belo Horizonte          | MG              | 13.º             | 0 (não possui)   |
| Petrópolis     | (nenhuma)           | Petrópolis              | RJ              | 11.º             | 0 (não possui)   |
| São Caetano    | (nenhuma)           | São Caetano do Sul      | SP              | 3.º              | 0 (não possui)   |
| São José       | (nenhuma)           | São José dos Campos     | SP              | 6.º              | 0 (não possui)   |
| São Paulo      | Colégio Londrinense | Londrina                | SP              | 18.º             | 0 (não possui)   |
| Suzano         | (nenhuma)           | Suzano                  | SP              | 15.º             | 0 (não possui)   |
| Umuarama       | (nenhuma)           | Umuarama                | PR              | 10.º             | 0 (não possui)   |
| Unisul         | (nenhuma)           | Tubarão                 | SC              | 14.º             | 0 (não possui)   |

## Primeira fase
| Pos | Equipe         | Pts | J  | V  | E | D  | GP | GC | SG  |    |   | Classificação                     |
| --- | -------------- | --- | -- | -- | - | -- | -- | -- | --- | -- | - | --------------------------------- |
| 1   | Intelli        | 40  | 19 | 12 | 4 | 3  | 64 | 40 | +24 | 31 | 5 | Classificados para a segunda fase |
| 2   | Carlos Barbosa | 39  | 19 | 11 | 6 | 2  | 74 | 50 | +24 | 31 | 2 | Classificados para a segunda fase |
| 3   | Joinville      | 36  | 19 | 10 | 6 | 3  | 56 | 39 | +17 | 41 | 1 | Classificados para a segunda fase |
| 4   | Copagril       | 32  | 19 | 8  | 8 | 3  | 41 | 30 | +11 | 19 | 4 | Classificados para a segunda fase |
| 5   | Corinthians    | 30  | 19 | 8  | 6 | 5  | 43 | 35 | +8  | 30 | 8 | Classificados para a segunda fase |
| 6   | Assoeva        | 29  | 19 | 8  | 5 | 6  | 41 | 36 | +5  | 27 | 1 | Classificados para a segunda fase |
| 7   | Atlântico      | 29  | 19 | 8  | 5 | 6  | 48 | 47 | +1  | 41 | 2 | Classificados para a segunda fase |
| 8   | São José       | 27  | 19 | 7  | 6 | 6  | 49 | 43 | +6  | 19 | 2 | Classificados para a segunda fase |
| 9   | São Caetano    | 24  | 19 | 6  | 6 | 7  | 38 | 49 | -11 | 35 | 1 | Classificados para a segunda fase |
| 10  | Botafogo       | 23  | 19 | 6  | 5 | 8  | 45 | 42 | +3  | 32 | 1 | Classificados para a segunda fase |
| 11  | Petrópolis     | 23  | 19 | 6  | 5 | 8  | 44 | 46 | -2  | 32 | 0 | Classificados para a segunda fase |
| 12  | São Paulo      | 23  | 19 | 6  | 5 | 8  | 51 | 57 | -6  | 30 | 2 | Classificados para a segunda fase |
| 13  | Jaraguá        | 23  | 19 | 6  | 5 | 8  | 45 | 55 | -10 | 32 | 2 | Classificados para a segunda fase |
| 14  | Florianópolis  | 23  | 19 | 6  | 5 | 8  | 42 | 52 | -10 | 30 | 4 | Classificados para a segunda fase |
| 15  | Suzano         | 23  | 19 | 5  | 7 | 6  | 59 | 60 | -1  | 35 | 9 | Classificados para a segunda fase |
| 16  | Minas          | 20  | 19 | 6  | 2 | 11 | 41 | 61 | -20 | 33 | 2 | Classificados para a segunda fase |
| 17  | Maringá        | 20  | 19 | 5  | 5 | 9  | 38 | 42 | -4  | 36 | 3 | Eliminados na primeira fase       |
| 18  | Umuarama       | 20  | 19 | 4  | 8 | 7  | 45 | 50 | -5  | 37 | 2 | Eliminados na primeira fase       |
| 19  | Unisul         | 17  | 19 | 4  | 5 | 10 | 42 | 59 | -17 | 38 | 3 | Eliminados na primeira fase       |
| 20  | Concórdia      | 15  | 19 | 4  | 3 | 12 | 44 | 57 | -13 | 26 | 4 | Eliminados na primeira fase       |

### Resultados
Na horizontal, os resultados como mandante. Na vertical, os resultados como visitante.
|                | ASS | ATL | BOT | CBA | CON | COP | COR | FLO | INT | JAR | JOI | MAR | MIN | PET | SCA | SJO | SAO | SUZ | UMU | UNI |
| -------------- | --- | --- | --- | --- | --- | --- | --- | --- | --- | --- | --- | --- | --- | --- | --- | --- | --- | --- | --- | --- |
| Assoeva        | —   |     | 1-1 |     |     |     |     |     | 1-1 | 1-1 | 1-2 | 4-2 | 4-1 | 5-1 |     | 3-1 | 3-3 | 2-2 |     |     |
| Atlântico      | 5-2 | —   |     | 3-3 | 4-3 |     |     | 4-3 |     | 4-1 | 2-2 |     |     |     |     | 2-3 |     | 4-4 |     | 4-1 |
| Botafogo       |     | 3-2 | —   |     | 7-0 | 0-0 | 2-5 |     | 3-5 |     |     | 2-1 | 4-2 |     |     |     | 2-2 |     | 4-1 |     |
| Carlos Barbosa | 4-1 |     | 0-0 | —   |     |     |     |     | 7-4 | 6-5 | 5-6 |     | 7-3 | 2-2 |     | 6-3 | 6-4 | 5-3 |     |     |
| Concórdia      | 2-3 |     |     | 1-3 | —   |     |     | 0-2 | 2-4 | 6-0 | 2-3 |     |     |     |     | 5-2 |     | 3-3 |     | 2-1 |
| Copagril       | 3-2 | 1-1 |     | 1-2 | 3-1 | —   | 5-1 | 1-1 |     |     | 2-2 |     |     |     | 4-2 |     |     |     | 4-2 | 1-1 |
| Corinthians    | 4-0 | 1-1 |     | 1-1 | 4-2 |     | —   |     |     | 2-2 | 1-1 |     |     | 0-3 | 4-1 | 1-0 |     | 1-1 |     |     |
| Florianópolis  | 0-1 |     | 4-2 | 4-4 |     |     | 2-1 | —   |     |     |     | 2-2 |     | 2-1 | 1-2 | 2-4 | 3-2 |     |     | 4-4 |
| Intelli        |     | 6-2 |     |     |     | 3-1 | 3-4 | 6-1 | —   | 2-1 | 2-0 |     | 3-1 |     | 8-2 |     |     |     | 4-2 | 3-2 |
| Jaraguá        |     |     | 1-0 |     |     | 1-2 |     | 1-1 |     | —   |     | 3-1 |     | 3-3 |     | 3-1 | 5-4 | 7-3 |     | 2-6 |
| Joinville      |     |     | 4-1 |     |     |     |     | 3-1 |     | 1-2 | —   | 5-2 |     | 2-1 |     | 4-4 | 6-1 | 2-2 |     | 5-1 |
| Maringá        |     | 6-1 |     | 1-2 | 5-3 | 2-2 | 1-2 |     | 2-2 |     |     | —   | 2-1 |     | 2-0 |     |     |     | 1-1 |     |
| Minas          |     | 1-4 |     |     | 3-1 | 1-1 | 2-1 | 7-4 |     | 3-2 | 3-5 |     | —   |     | 2-0 |     |     |     | 1-1 | 4-3 |
| Petrópolis     |     | 1-2 | 1-5 |     | 1-1 | 7-3 |     |     | 4-2 |     |     | 4-2 | 2-1 | —   |     |     | 1-3 |     | 2-2 |     |
| São Caetano    | 3-2 | 1-0 | 3-2 | 2-2 | 1-3 |     |     |     |     | 4-4 | 5-2 |     |     | 1-0 | —   | 2-2 |     | 3-3 |     |     |
| São José       |     |     | 2-1 |     |     | 0-0 |     |     | 1-1 |     |     | 1-1 | 5-1 | 3-4 |     | —   | 6-2 | 3-0 | 3-3 |     |
| São Paulo      |     | 1-2 |     |     | 3-3 | 0-2 | 2-5 |     | 2-2 |     |     | 4-1 | 5-1 |     | 3-2 |     | —   |     | 4-1 |     |
| Suzano         |     |     | 7-4 |     |     | 1-5 |     | 5-2 | 2-3 |     |     | 1-3 | 7-3 | 5-3 |     |     | 3-3 | —   | 2-2 |     |
| Umuarama       | 0-2 | 4-1 |     | 5-4 | 5-4 |     | 3-3 | 2-3 |     | 5-1 | 1-1 |     |     |     | 2-2 |     |     |     | —   | 3-4 |
| Unisul         | 0-3 |     | 2-2 | 1-5 |     |     | 3-2 |     |     |     |     | 2-1 |     | 2-2 | 3-3 | 2-5 | 2-3 | 2-5 |     | —   |

## Segunda fase

### Grupo A
| Pos | Equipe    | Pts | J | V | E | D | GP | GC | SG |    |   | Classificação                   |
| --- | --------- | --- | - | - | - | - | -- | -- | -- | -- | - | ------------------------------- |
| 1   | Intelli   | 13  | 6 | 4 | 1 | 1 | 16 | 11 | 5  | 8  | 0 | Classificados para a fase final |
| 2   | São José  | 8   | 6 | 2 | 2 | 2 | 17 | 19 | -2 | 10 | 0 | Classificados para a fase final |
| 3   | São Paulo | 7   | 6 | 2 | 1 | 3 | 15 | 16 | -1 | 10 | 1 | Eliminados na segunda fase      |
| 4   | Minas     | 6   | 6 | 2 | 0 | 4 | 18 | 20 | -2 | 6  | 1 | Eliminados na segunda fase      |

#### Resultados
Na horizontal, os resultados como mandante. Na vertical, os resultados como visitante.
|           | INT | MIN | SJO | SAO |
| --------- | --- | --- | --- | --- |
| Intelli   | —   | 2-1 | 4-1 | 3-0 |
| Minas     | 2-3 | —   | 7-2 | 4-1 |
| São José  | 2-2 | 6-3 | —   | 4-1 |
| São Paulo | 5-2 | 6-1 | 2-2 | —   |

### Grupo B
| Pos | Equipe         | Pts | J | V | E | D | GP | GC | SG |    |   | Classificação                   |
| --- | -------------- | --- | - | - | - | - | -- | -- | -- | -- | - | ------------------------------- |
| 1   | Carlos Barbosa | 9   | 6 | 2 | 3 | 1 | 21 | 18 | 3  | 15 | 0 | Classificados para a fase final |
| 2   | Suzano         | 8   | 6 | 2 | 2 | 2 | 19 | 19 | 0  | 13 | 1 | Classificados para a fase final |
| 3   | Atlântico      | 8   | 6 | 2 | 2 | 2 | 10 | 12 | -2 | 18 | 1 | Eliminados na segunda fase      |
| 4   | Petrópolis     | 6   | 6 | 1 | 3 | 2 | 15 | 16 | -1 | 9  | 0 | Eliminados na segunda fase      |

#### Resultados
Na horizontal, os resultados como mandante. Na vertical, os resultados como visitante.
|                | ATL | CBA | PET | SUZ |
| -------------- | --- | --- | --- | --- |
| Atlântico      | —   | 2-2 | 2-0 | 2-3 |
| Carlos Barbosa | 1-1 | —   | 3-3 | 8-3 |
| Petrópolis     | 0-2 | 4-2 | —   | 3-3 |
| Suzano         | 6-1 | 2-3 | 2-2 | —   |

### Grupo C
| Pos | Equipe        | Pts | J | V | E | D | GP | GC | SG |    |   | Classificação                   |
| --- | ------------- | --- | - | - | - | - | -- | -- | -- | -- | - | ------------------------------- |
| 1   | Joinville     | 11  | 6 | 3 | 2 | 1 | 17 | 10 | 7  | 16 | 0 | Classificados para a fase final |
| 2   | Botafogo      | 10  | 6 | 3 | 1 | 2 | 10 | 9  | 1  | 12 | 3 | Classificados para a fase final |
| 3   | Florianópolis | 10  | 6 | 3 | 1 | 2 | 17 | 17 | 0  | 16 | 3 | Eliminados na segunda fase      |
| 4   | Assoeva       | 3   | 6 | 1 | 0 | 5 | 15 | 23 | -8 | 12 | 2 | Eliminados na segunda fase      |

#### Resultados
Na horizontal, os resultados como mandante. Na vertical, os resultados como visitante.
|               | ASS | BOT | FLO | JOI |
| ------------- | --- | --- | --- | --- |
| Assoeva       | —   | 1-2 | 6-5 | 3-5 |
| Botafogo      | 2-0 | —   | 2-0 | 0-0 |
| Florianópolis | 4-3 | 4-3 | —   | 2-1 |
| Joinville     | 5-2 | 4-1 | 2-2 | —   |

### Grupo D
| Pos | Equipe      | Pts | J | V | E | D | GP | GC | SG |    |   | Classificação                   |
| --- | ----------- | --- | - | - | - | - | -- | -- | -- | -- | - | ------------------------------- |
| 1   | Jaraguá     | 10  | 6 | 3 | 1 | 2 | 12 | 17 | -5 | 17 | 1 | Classificados para a fase final |
| 2   | Corinthians | 9   | 6 | 2 | 3 | 1 | 15 | 12 | 3  | 14 | 2 | Classificados para a fase final |
| 3   | Copagril    | 7   | 6 | 2 | 1 | 3 | 13 | 8  | 5  | 7  | 0 | Eliminados na segunda fase      |
| 4   | São Caetano | 6   | 6 | 1 | 3 | 2 | 10 | 13 | -3 | 9  | 2 | Eliminados na segunda fase      |

#### Resultados
Na horizontal, os resultados como mandante. Na vertical, os resultados como visitante.
|             | COP | COR | JAR | SCA |
| ----------- | --- | --- | --- | --- |
| Copagril    | —   | 1-1 | 7-0 | 2-1 |
| Corinthians | 2-1 | —   | 6-2 | 2-2 |
| Jaraguá     | 3-2 | 2-0 | —   | 4-1 |
| São Caetano | 1-0 | 4-4 | 1-1 | —   |

## Fase final
|  | Quartas de final | Quartas de final | Quartas de final |       |                | Semifinais | Semifinais | Semifinais |  |         | Final | Final | Final |
|  |                  |                  |                  |       |                |            |            |            |  |         |       |       |       |
|  | Intelli          | 4                | 6                |       |                |            |            |            |  |         |       |       |       |
|  | Suzano           | 3                | 5                |       |                |            |            |            |  |         |       |       |       |
|  | Suzano           | 3                | 5                |       | Intelli        | 2          | 3          |            |  |         |       |       |       |
|  |                  |                  |                  |       | Intelli        | 2          | 3          |            |  |         |       |       |       |
|  |                  | Corinthians      | 1                | 2     |                |            |            |            |  |         |       |       |       |
|  | Corinthians      | Corinthians      | 1                | 2     | 3              | 3          |            |            |  |         |       |       |       |
|  | Corinthians      |                  |                  |       | 3              | 3          |            |            |  |         |       |       |       |
|  | São José         | 3                | 1                |       |                |            |            |            |  |         |       |       |       |
|  | São José         | 3                | 1                |       |                |            |            |            |  | Intelli | 1     | 4     |       |
|  |                  |                  |                  |       |                |            |            |            |  | Intelli | 1     | 4     |       |
|  |                  | Joinville        | 0                | 4     |                |            |            |            |  |         |       |       |       |
|  | Carlos Barbosa   | Joinville        | 0                | 4     | 3              | 4 (0)      |            |            |  |         |       |       |       |
|  | Carlos Barbosa   |                  |                  |       | 3              | 4 (0)      |            |            |  |         |       |       |       |
|  | Jaraguá          | 5                | 3 (0)            |       |                |            |            |            |  |         |       |       |       |
|  | Jaraguá          | 5                | 3 (0)            |       | Carlos Barbosa | 2          | 4 (0)      |            |  |         |       |       |       |
|  |                  |                  |                  |       | Carlos Barbosa | 2          | 4 (0)      |            |  |         |       |       |       |
|  |                  | Joinville        | 4                | 1 (0) |                |            |            |            |  |         |       |       |       |
|  | Joinville        | Joinville        | 4                | 1 (0) | 2              | 4          |            |            |  |         |       |       |       |
|  | Joinville        |                  |                  |       | 2              | 4          |            |            |  |         |       |       |       |
|  | Botafogo         | 0                | 2                |       |                |            |            |            |  |         |       |       |       |
|  | Botafogo         | 0                | 2                |       |                |            |            |            |  |         |       |       |       |

### Final
Ida
| 27 de setembro | Joinville | 0 – 1 | Intelli      | Centreventos Cau Hansen, Joinville |
| 21:00          |           |       | André 17:20' |                                    |

Volta
| 1 de outubro | Intelli                                            | 4 – 4 | Joinville                                           | Arena João Mambrini, São Sebastião do Paraíso |
| 19:00        | Jé 20:55' 21:56' · Falcão 23:54' · Vinícius 38:24' |       | Ricardinho 5:29' 19:06' · Café 10:19' · Leco 19:30' |                                               |

## Premiação
| Liga Futsal de 2012         |
| --------------------------- |
| Intelli Campeã (1.º título) |